# Cratere Todd
Todd è un cratere sulla superficie di Fobos.